# Salvan
Salvan (toponimo francese; in tedesco Scharwang, desueto) è un comune svizzero di 1 394 abitanti del Canton Vallese, nel distretto di Saint-Maurice.

## Geografia fisica
Il territorio comunale comprende parte del lago d'Émosson.

## Storia
Dal suo territorio nel 1912 fu scorporata la località di Vernayaz, divenuta comune autonomo con le frazioni di Miéville e Gueuroz.

### Simboli
Lo stemma è stato adottato ufficialmente nel 1933, anche se era in uso già da tempo. La croce trifogliata è simbolo dell'abbazia di San Maurizio; l'abete (in francese sapin) fa  riferimento al nome del comune.

## Monumenti e luoghi d'interesse
- Chiesa parrocchiale cattolica di San Maurizio, attestata dal 1265[1].

## Società

### Evoluzione demografica
L'evoluzione demografica è riportata nella seguente tabella (fino al 1912 con Vernayaz):
Abitanti censiti

## Economia

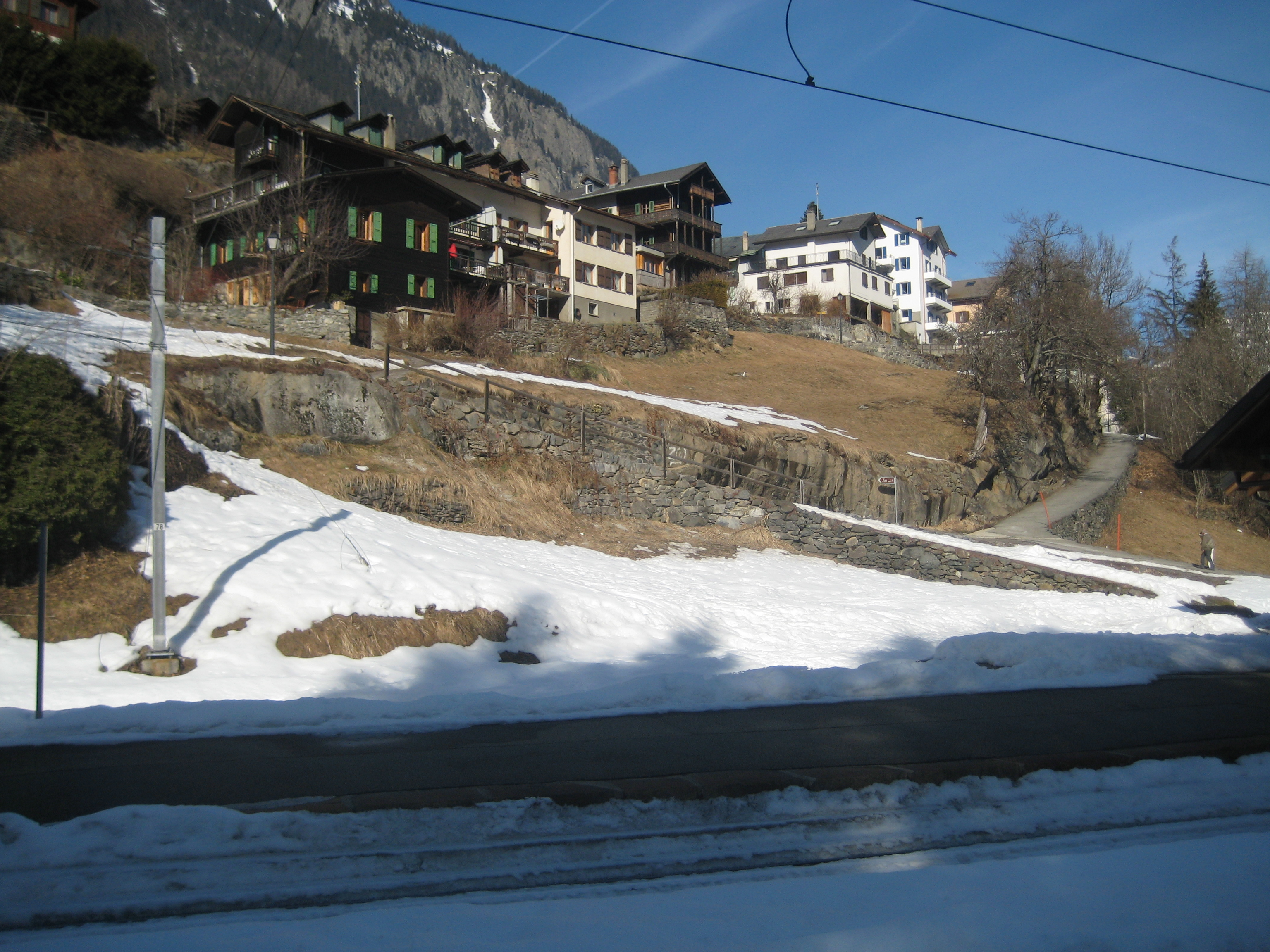
Les Marécottes

Nel territorio comunale sorge la stazione sciistica di Les Marécottes.

## Infrastrutture e trasporti

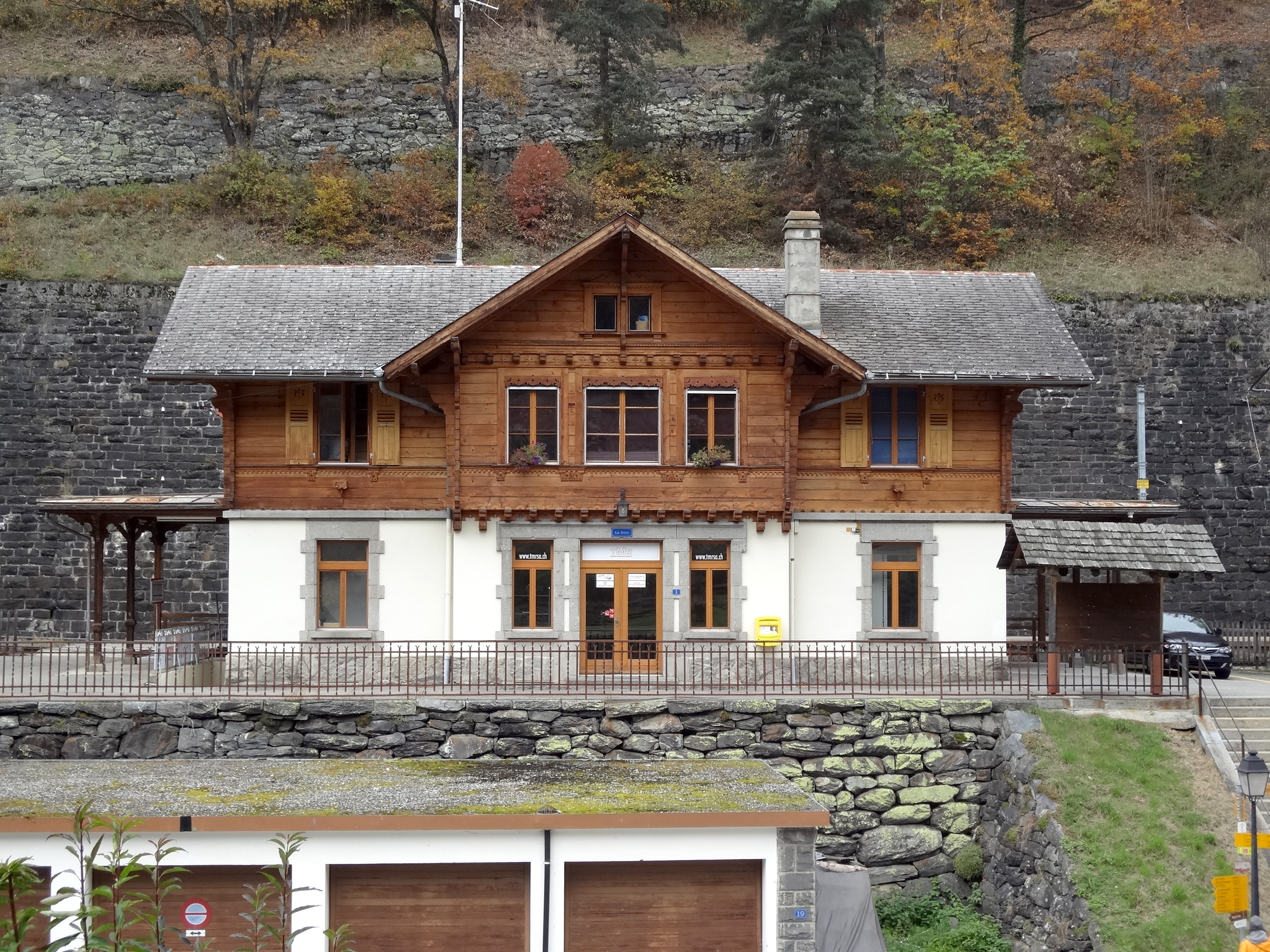
La stazione di Salvan

Salvan è servito dalle stazioni di Salvan e di Les Marécottes, sulla ferrovia Martigny-Châtelard.

## Amministrazione
Ogni famiglia originaria del luogo fa parte del cosiddetto comune patriziale e ha la responsabilità della manutenzione di ogni bene ricadente all'interno dei confini del comune.